# إدواردو تشيتشارو بريونيس
إدواردو تشيتشارو بريونيس ‏ (13 يونيو 1905 في مدريد - 15 مارس 1964 في مدريد) رسام، وشاعر من إسبانيا.